# Kruisberg (Meerssen)
De Kruisberg is een heuvel in de gemeente Meerssen in de Nederlandse provincie Limburg. De heuvel is 104 meter hoog (hoogteverschil 45 meter) en heeft een gemiddelde hellingsgraad van 4,2 procent.
Vanaf de Kruisberg heeft men uitzicht op de stad Maastricht en het Maasdal. Aan de oostzijde wordt de heuvel begrensd door het Watervalderbeekdal. Op de heuvel liggen twee bossen, het Kalverbosch in het zuidoosten en het Bunderbos in het westen. Op de Kruisberg ligt de bron van de Overbundebeek.
Over de heuvel loopt de Rijksweg A2. Het lager gelegen knooppunt Kruisdonk is berucht vanwege de structurele files. De in 2014 geopende verbindingsweg vanaf de A2 naar het industrieterrein Beatrixhaven alsmede de in 2016 geopend Koning Willem-Alexandertunnel moeten een eind maken aan de filevorming. Aan de oostzijde van de snelweg loopt een weg die toegankelijk is voor alle verkeer. Aan de westzijde loopt slechts een smal fietspad. Op de Kruisberg zijn in de jaren 2010 de ecoducten Bunderbosch en Kalverbosch aangelegd om de bossen op de Kruisberg weer met elkaar te verbinden. 

## Geologie
De heuvel bevat hier onder andere löss, terrasafzettingen van zand en Maasgrind die hier door de Westmaas afgezet zijn, met daaronder verschillende zand- en kleilagen. Van boven naar beneden bevinden zich hier de volgende laagpakketten:
- löss van het Laagpakket van Schimmert
- terrasafzettingen van zand en grind van het Laagpakket van St. Pietersberg
- zand van het Laagpakket van Waterval
- klei van het Laagpakket van Kleine-Spouwen
- zand van het Laagpakket van Berg
- klei van het Laagpakket van Goudsberg
- zand van het Laagpakket van Klimmen
- jonge rivierklei uit het Holoceen